# Amandas 2 verdener
Amandas 2 verdener er en dokumentarbørnefilm instrueret af Anders Gustafsson efter manuskript af Ole Tornbjerg og Anders Gustafsson.

## Handling
Amanda er 11 år. Hendes forældre er skilt. Derfor har hun to familier, to verdener, som hun skifter imellem hver uge. Amanda har det godt med begge sine forældre, og de har det okay med hinanden, men alligevel er det ikke nemt at være delebarn. Amanda tænker meget på, dengang mor og far var sammen, og på hvorfor de ikke længere er en familie. Og tit kan hun ikke sove, fordi hun bekymrer sig om, hvordan andre har det. Denne dokumentarfilm følger Amanda tæt i ni måneder i en tid med store forandringer: Begge forældre har fået nye kærester, og Amanda har fået nye søskende. Og begge forældre skal flytte med deres nye familier. Amanda bliver nødt til at forholde sig til forandringerne i sine to verdener og gøre sig fri fra kravet om at skulle gøre alle glade hele tiden.